# Ponte de metileno

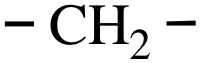
A ponte de metileno (grupo metanodiil).

Em química orgânica, uma ponte de metileno, espaçador metileno, ou grupo metanodiil é qualquer parte de uma molécula com fórmula -CH2-; isto é, um átomo de carbono ligado a dois átomos de hidrogênio e conectado por ligações simples a dois outros átomos distintos no restante da molécula. É a unidade de repetição no esqueleto de alcanos não-ramificados.
Uma ponte de metileno pode também atuar como um ligante bidentado unindo dois metais em um composto de coordenação, tal como titânio e alumínio no reagente de Tebbe.
Uma ponte de metileno é frequentemente chamado um grupo metileno ou simplesmente metileno, como em "cloreto de metileno" (diclorometano CH2. No entanto, o termo grupo metileno (ou "metilideno") aplica-se propriamente ao grupo CH2 quando está conectado ao resto da molécula por uma ligação dupla, dando-lhe propriedades químicas muito distintas das de uma ponte por grupo CH2.